# Genomgröße

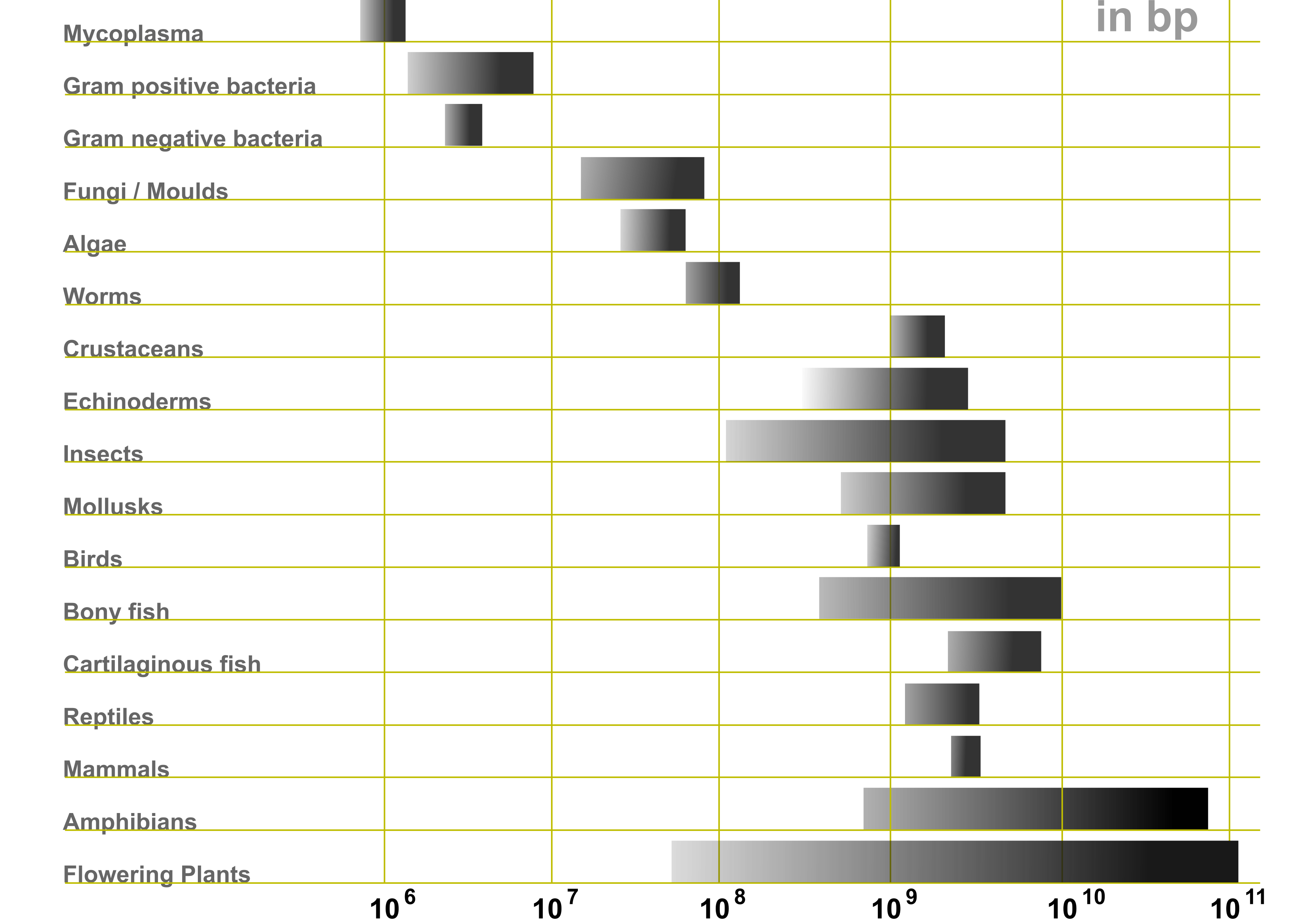
Genomgrößen verschiedener Lebewesen (in Basenpaaren)

Die Genomgröße bezeichnet die Gesamtmenge an DNA in einer Kopie des Genoms.

## Eigenschaften

Abstammungsbaum mit Genomgrößen

Genomgrößen und Genanzahl

Die Genomgröße wird entweder in Picogramm, Dalton oder in Kilo- (kb) bzw. Megabasenpaaren (Mbp) angegeben. Ein Picogramm entspricht 978 Megabasenpaaren. Bei diploiden Genomen entspricht die Genomgröße konventionsgemäß dem C-Wert, d. h., es wird haploid betrachtet.
Das C-Wert-Paradoxon beschreibt den fehlenden linearen Zusammenhang zwischen DNA-Menge und der Komplexität eines Lebewesens bei Eukaryoten, der sich aus einer variierender Menge nichtcodierender DNA ergibt. Es gibt eine gewisse lineare Korrelation bei Bakterien, Archaeen, Viren und Organellen, nicht aber bei Eukaryoten. Weiterhin gibt es eine gewisse Korrelation mit der Zellgröße, der Zellteilungsrate, und innerhalb einzelner Taxa auch weitere Parameter. Daneben gibt es einen Zusammenhang zwischen der Genomgröße und der Chromatinkondensation. Weitere Parameter zur Beschreibung eines Genoms sind die Gendichte und der GC-Anteil. Während bei der Entwicklung des Lebens eine generelle Tendenz zur Zunahme der Genomgröße mit der Zeit auftritt, sind die Reiche unter den Tieren mit den größten Genomen die Fische mit den Lungenfischen (142 pg, entsprechend 139.000 MB) und die Amphibien mit den Salamandern (83 pg, entsprechend 81.000 MB),
Die Genomgröße in Tieren variiert um den Faktor 3.300 und bei Pflanzen um den Faktor 2.300.
| Art                       | Größe (Mbp) | Anzahl | Dichte (Gene/Mbp) | Anmerkungen                                                        |
| ------------------------- | ----------- | ------ | ----------------- | ------------------------------------------------------------------ |
| Porcines Circovirus-1     | 0,001759    | 2      | 1.137             | kleinstes Genom eines autonom replizierenden Virus.                |
| Carsonella ruddii         | 0,16        | 182    | 1.138             | kleinstes Genom eines Lebewesens, endosymbiontisches Bakterium     |
| Nanoarchaeum equitans     | 0,49        | 536    | 914               | Archaee, parasitär                                                 |
| Mycoplasma genitalium     | 0,58        | 800    | 860               | Bakterium                                                          |
| Streptococcus pneumoniae  | 2,2         | 2.300  | 1.060             | Bakterium                                                          |
| Escherichia coli K12      | 4,6         | 4.400  | 950               | Bakterium                                                          |
| Saccharomyces cerevisiae  | 12,05       | 6.213  | 516               | Hefe, erster Pilz, dessen Genom 1996 vollständig sequenziert wurde |
| Schizosaccharomyces pombe | 12          | 4.900  | 410               | Hefe                                                               |
| Plasmodium falciparum     | 22,85       | 5.268  | 231               | Erreger der Malaria                                                |
| Entamoeba histolytica     | 23,75       | 9.938  | 418               | Amöbe                                                              |
| Trypanosoma spp.          | 39,2        | 10.000 | 255               | Flagellat                                                          |
| Tetrahymena thermophilus  | 125         | 27.000 | 220               | Protist                                                            |
| Aspergillus nidulans      | 30,07       | 9.541  | 317               | Schimmelpilz                                                       |
| Neurospora crassa         | 38,64       | 10.082 | 261               | Schimmelpilz                                                       |
| Caenorhabditis elegans    | 103         | 20.000 | 190               | Fadenwurm                                                          |
| Drosophila melanogaster   | 180         | 14.700 | 82                | Taufliege                                                          |
| Locusta migratoria        | 5.000       |        |                   | Heuschrecke                                                        |
| Takifugu rubripes         | 393         | 22.000 | 56                | Kugelfisch                                                         |
| Bankivahuhn Gallus gallus | 1.050       | 21.500 | 20,5              | Huhn                                                               |
| Homo sapiens              | 3.200       | 20.000 | 6,25              | Mensch                                                             |
| Mus musculus              | 2.600       | 22.000 | 8,5               | Hausmaus                                                           |
| Arabidopsis thaliana      | 120         | 26.500 | 220               | Pflanze                                                            |
| Oryza sativa              | 466         | 60.256 | 129               | Reis                                                               |
| Zea mays                  | 2.200       | 45.000 | 20                | Mais                                                               |
| Picea glauca              | 20.800      | 56.064 | 2,7               | Fichte                                                             |
| Lepidosiren paradoxa      | 78.400      |        |                   | Lungenfisch                                                        |
| Protopterus aethiopicus   | 139.000     |        |                   | größtes tierisches Genom, Lungenfisch                              |
| Paris japonica            | 150.000     |        |                   | größtes Blütenpflanzengenom, Einbeere                              |
| Tmesipteris oblanceolata  | 160.450     |        |                   | größtes Eukaryotengenom, Stand 04.06.2024                          |

Die Genomgröße wird an einer Zellkultur mit anschließender Feulgenreaktion unter einem Lichtmikroskop betrachtet und per Software ausgezählt oder per Durchflusszytometrie bestimmt.
Für kleine Genome (DNA-Viren, Einzeller) wurde im Jahr 1991 von John W. Drake ein reziproker Zusammenhang zwischen der Mutationsrate und der Genomgröße postuliert. Bei RNA-Viren ist die tendenziell noch kleinere Genomgröße ein Kompromiss zwischen der Mutationsrate und der Anzahl an Genen (Eigen-Paradoxon). Die RNA-Polymerasen von RNA-Viren besitzen keine Fehlerkorrekturfunktion (kein proof-reading), wodurch die Genomgröße begrenzt wird. Eine Ausnahme bilden die Nidovirales, die eine proof-reading-Funktion mit der Exoribonuklease ExoN aufweisen, wodurch die Genomgröße weniger begrenzt wird.

## Umrechnung
{\displaystyle {\text{bp}}={\text{pg}}\times 9,78\times 10^{8}}
oder umgestellt:
{\displaystyle 1{\text{pg}}=978{\text{Mbp}}}